# ストロマトプテリス
ストロマトプテリス Stromatopteris はシダ植物の1属。単一の種、モニリフォルミス S. moniliformis のみを含む。細長い単羽状複葉の葉は、茎との区別がはっきりしない。

## 特徴
地上性のシダ植物。茎は地中にあって直立し、繰り返して分枝する。葉はこれらの茎の一部が地上に伸びた形で生じる。茎は上方では分枝が葉になり、下方では休眠芽を生じる。休眠芽はその後に、下向きに順番に発達を始め、地表に向かって伸びる。従って、このシダは藪のような密な分枝を持つ形となる。
葉は直立して伸び、高さ30-50cm程度。細長い単羽状複葉で、硬い。種小名は『くびれを繰り返す円筒形の』の意味で、葉の形による。

## 分布と生育環境
ニューカレドニア島の固有種。表土がほとんどないような赤茶色の乾燥した地面で、草地や樹木の根元などに群生して見られる。また、やや山地の比較的乾燥した礫地によく見られ、特にヌーメアに近いヤテ峠に多いとのこと。

## 分類
通常の植物では茎に対して葉は側面から出て、その区別は明瞭であるが、本種は茎の延長として葉があり、その間に明確な区別が見られない。この点で独特であるため、科のレベルで独立群とし、単一種でストロマトプテリス科 Stromatopteridaceaeとする説もある。
他の科との関係では、やはり茎と葉の区別が判然としないマツバラン科との関係を示唆する説もあったが、ウラジロ科と近縁なものと考えられている。ウラジロ科に含める説もあり現在はこれが認められている。なお、乾燥地を好むこと、栽培が困難な点でもこの群と共通の性質を持っている。